# The Greatest (álbum de Ian Brown)
The Greatest é  a 1ª compilação do artista britânico Ian Brown, lançado no dia 5 de setembro de 2005.

## Faixas
1. "My Star" - 5:23
2. "Corpses in their Mouths" - 4:11
3. "Can't See Me" - 3:57
4. "Be There" - 5:16
5. "Love Like a Fountain" - 3:32
6. "Dolphins Were Monkeys" - 2:57
7. "Golden Gaze" - 3:11
8. "F.E.A.R." - 4:29
9. "Whispers" - 3:56
10. "Forever and a Day " - 3:03
11. "Keep What Ya Got" - 4:29
12. "Time Is My Everything" - 3:53
13. "Longsight M13" - 3:12
14. "REIGN" - 5:33
15. "Lovebug" - 3:12
16. "All Ablaze" - 4:07
17. "Return of the Fisherman" - 4:19

### Edição Limitada
1. "Can't See Me"
2. "My Star"
3. "Dolphins Were Monkeys (UNKLE Remix)"
4. "F.E.A.R. (UNKLE Remix)"
5. "Thriller"
6. "Billie Jean"
7. "Time Is My Everything"
8. "See The Dawn"
9. "Superstar"
10. "Time Is My Everything"
11. "Submission"
12. "Desire"
13. "F.E.A.R."